# Хетотаксия
Хетотаксия (от др.-греч. χαίτη «(длинные) волосы, кудри, грива» и τάξις «строй, порядок») — расположение (и тип) щетинок, подвижно находящихся в особых ямках и имеющих особые нервные окончания, на теле и отдельных органах, преимущественно членистоногих. Отличается большим постоянством и играет большую роль при определении биологических видов. Часто отражает метамерию тела.